# Garm (osiedle)
Garm (tadż. Ғарм) – osiedle typu miejskiego w Tadżykistanie (wilajet Administrowany Centralnie). Według danych szacunkowych na rok 2007 liczy 11 083 mieszkańców.